# IBATIS
iBATIS一词来源于“internet”和“abatis”的组合，是一个由Clinton Begin在2001年发起的开放源代码项目。最初侧重于密码软件的开发，现在是一个基于Java的持久层框架。iBATIS提供的持久层框架包括SQL Maps和Data Access Objects（DAO），同时还提供一个利用这个框架开发的JPetStore实例。
相对Hibernate和Apache OJB等“一站式”ORM解决方案而言，ibatis 是一种“半自动化”的ORM实现。iBATIS需要开发人员自己来写sql语句，这可以增加了程序的灵活性，在一定程度上可以作为ORM的一种补充。程序设计人员应该结合自己的项目的实际情况，来选择使用不同的策略。iBATIS和Hibernate都做了映射，但iBATIS是把实体类和sql语句之间建立了映射关系，这种策略可以允许开发人员自己来写合适的sql语句，而Hibernate在实体类和数据库之间建立了映射关系，sql对于开发人员是不可见的，对于那些数据量非常大的应用，无法去优化sql语句。所以在实际应用中，应该根据不同的应用场景，来选择适合自己的框架。
2010年6月16日，iBATIS从Apache软件基金会退役（retired），项目的初创团队已经转移到MyBatis项目。